# Janet Gaynor

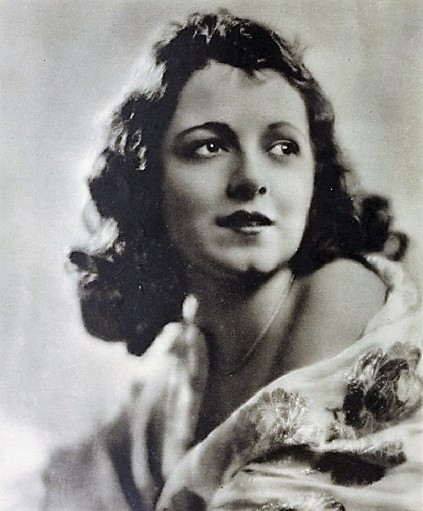
Janet Gaynor 1929

Janet Gaynor (* 6. Oktober 1906 in Philadelphia, Pennsylvania; † 14. September 1984 in Palm Springs, Kalifornien, eigentlich Laura Augusta Gainor) war eine US-amerikanische Schauspielerin. In den späten 1920er- und 1930er-Jahren konnte sie vor allem als Darstellerin von jungen Naiven Erfolge verzeichnen und bildete an der Seite von Charles Farrell ein populäres Leinwandpaar. Auf der Oscarverleihung 1929 gewann sie den ersten Oscar als beste Darstellerin.

## Leben
Janet Gaynor wurde 1906 als Laura Gainor geboren. Nach Abschluss der High School in San Francisco ging sie nach Hollywood. Ihren Durchbruch nach zahlreichen Auftritten als Statistin in Kurzfilmen für verschiedene Studios schaffte sie 1926 in The Johnstown Flood neben George O’Brien. Im selben Jahr wurde Gaynor, die mittlerweile einen Studiovertrag mit der Fox Film Corporation abgeschlossen hatte, bereits unter die WAMPAS Baby Stars des Jahres gewählt. Den Aufstieg zum Star gelang Gaynor 1927 an der Seite von Charles Farrell in Im siebenten Himmel von Frank Borzage. Nach dem durchschlagenden Erfolg baute ihr Studio die beiden Schauspieler unter dem Titel „America's Favourite Lovebirds“ als Leinwandpaar und als Konkurrenz zu den etablierten Paaren John Gilbert und Greta Garbo sowie Ronald Colman und Vilma Bánky auf. 1927 spielte Gaynor in Friedrich Wilhelm Murnaus erstem US-amerikanischen Film Sonnenaufgang – Lied von zwei Menschen. 1929 gewann Gaynor für ihre Auftritte in Im siebenten Himmel, Sonnenaufgang - Lied von zwei Menschen sowie Engel der Straße den ersten Oscar als Beste Hauptdarstellerin.
Mit dem Musical Sunny Side Up schafften Gaynor und Farrell 1929 den Wechsel zum Tonfilm. Zu Beginn der 1930er-Jahre war Janet Gaynor der größte Star der Fox Film Corporation, noch vor Will Rogers. Die Schauspielerin war häufig als junge Naive in Remakes von Mary-Pickford-Klassikern zu sehen, so in Daddy Long Legs und Tess of the Storm Country. Ausflüge in ernsthafte Rollen wie in Ein Schritt vom Wege wurden vom Publikum nicht akzeptiert. Die Stellung von Janet Gaynor als führender Naiven in Hollywood wurde auch von der bekannten Kolumnistin Elizabeth Yeaman in ihrer Kolumne vom 4. April 1932 festgestellt:

„Janet Gaynor ist ein ungewöhnliches Beispiel für einen Filmstar, der in all den Jahren seiner Karriere nie versucht hat, etwas mehr Weltläufigkeit in sein Image einzubauen. Selbst in den letzten zwei Jahren, als Weltläufigkeit die unabdingbare Voraussetzung für einen Star zu bilden schien. Norma Shearer, Greta Garbo, Joan Crawford, Kay Francis, Ruth Chatterton, Carole Lombard, Constance Bennett und Ann Harding, sie alle haben ihre Ausflüge in die Weltläufigkeit bereits hinter sich gebracht. Nur Janet Gaynor ist das naive, süße, kleine Waisenkind auf der Leinwand geblieben und hat trotzdem eine der größten Anhängerschaften in der Filmindustrie.“

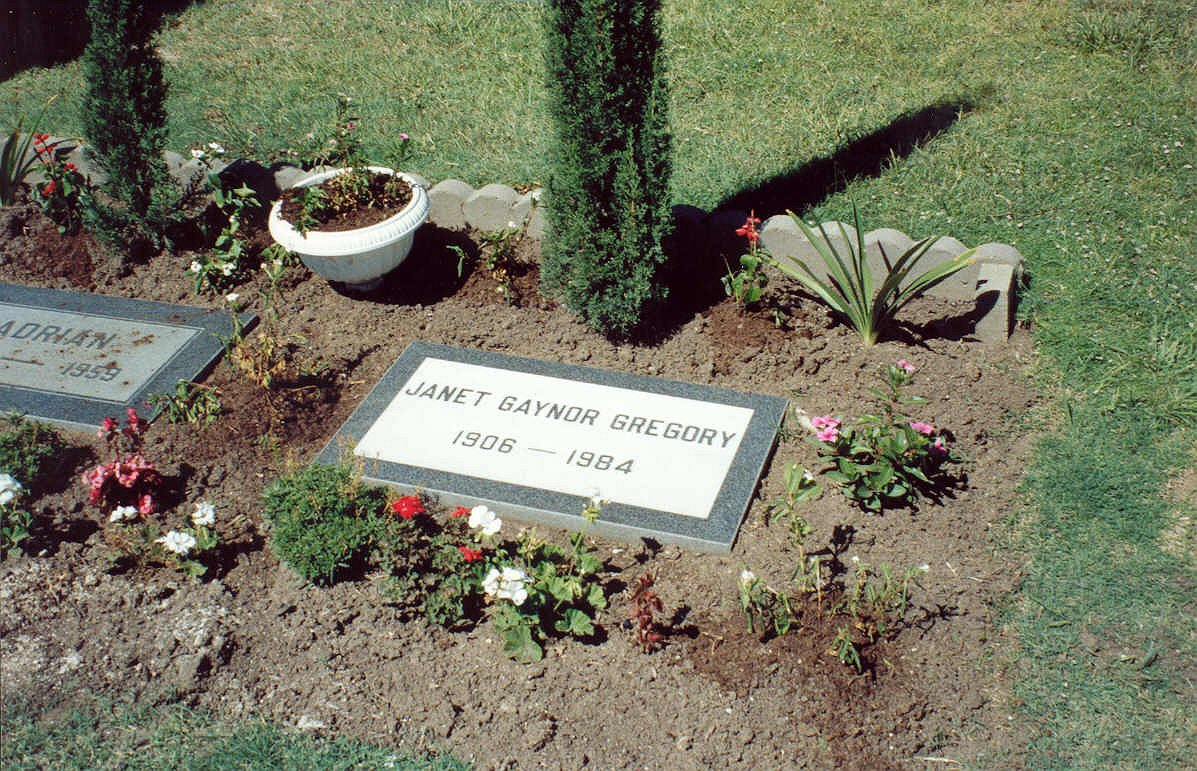
Gaynors Grab auf dem Hollywood Forever Cemetery

1934 war in vieler Hinsicht Höhe- und Wendepunkt in Janet Gaynors Karriere. Zwar wurde sie in dem Jahr zum zugkräftigsten weiblichen Star an der Kinokasse gewählt, doch mit Shirley Temple war ausgerechnet bei ihrem Heimatstudio der Star unter Vertrag genommen, der von Janet den Titel „America’s Sweetheart“ übernehmen sollte. Nach dem Bankrott des alten Fox-Studios und dem Zusammenschluss zur  20th Century Fox begann der Stern von Janet Gaynor schnell zu sinken. Sie verließ das Studio 1936 und drehte zunächst für MGM die Komödie Kleinstadtmädel mit Robert Taylor. Später im Jahr wurde sie von David O. Selznick für Ein Stern geht auf, dem Remake von What Price Hollywood?, unter Vertrag genommen. Sie bekam für ihre Mitwirkung eine Gage von 100.000 US-Dollar plus eine Gewinnbeteiligung von 10 %. Die Schauspielerin wurde für ihre Rolle erneut für den Oscar als beste Hauptdarstellerin nominiert. Der Erfolg des Films ermöglichte ihr den Abschluss eines Vertrages mit Selznick über zwei Filme für eine Gage von jeweils 137.000 US-Dollar.
Unmittelbar nach Beendigung der Dreharbeiten zu Three Loves Has Nancy zog sich die Schauspielerin zur Überraschung aller komplett von der Leinwand zurück. Sie heiratete Gilbert Adrian, den Chefkostümdesigner von MGM, und verzichtete sogar auf die Rolle der Melanie Hamilton in Vom Winde verweht, die Selznick ihr anbot. Sie begründete ihren Rückzug damit, 17 Jahre hintereinander fast nur Filme gedreht zu haben, und einen neuen Lebensabschnitt beginnen zu wollen. 1957 kam sie aus ihrem Ruhestand zurück, um neben Pat Boone in dem Film Bernardine aufzutreten, es wurde zugleich ihr letzter Kinofilm. In späteren Jahren war sie sporadisch als Theaterschauspielerin tätig, unter anderem 1980 am Broadway als Maude in einer Bühnenproduktion von Harold und Maude. Seit den 1950er-Jahren hatte sie auch einige Fernsehauftritte absolviert und hatte ihre letzte Rolle 1981 an der Seite von Lew Ayres als Gaststar in der Serie Love Boat.
Auf der 50. Oscarverleihung im Jahr 1978 überreichte Janet Gaynor den Preis für die beste Hauptdarstellerin an Diane Keaton (Der Stadtneurotiker).
Ihre erste Ehe mit Jesse Lydell Pack dauerte von 1929 bis 1933. Die Verbindung mit Adrian hielt bis zu seinem Tod im Jahre 1959 und sie bekamen einen Sohn. 1964 heiratete Gaynor in dritter Ehe den Theater- und Filmproduzenten Paul Gregory (1920–2015), diese Ehe hielt bis zu ihrem Tod. Beide betrieben viele Jahre eine große Wüstenranch bei Desert Hot Springs, zudem besaß Gaynor weitere 3000 Hektar Land in Brasilien.  Sie wurde im Jahre 1982 zusammen mit Gregory und ihrer Schauspielerkollegin Mary Martin bei einem Autounfall schwer verletzt. Zwei Jahre später starb sie im Alter von 77 Jahren an den Spätfolgen des Unfalls. Ein Stern auf dem Hollywood Walk of Fame, Höhe 6284 Hollywood Boulevard, erinnert an die Schauspielerin.

## Filmografie
Filme mit Charles Farrell sind mit einem Stern* gekennzeichnet
- 1926: The Johnstown Flood
- 1926: The Midnight Kiss
- 1926: The Shamrock Handicap
- 1926: Der Wille zwingt den Tod (The Return of Peter Grimm)
- 1926: The Blue Eagle
- 1927: Im siebenten Himmel (Seventh Heaven)
- 1927: Two Girls Wanted
- 1927: Sonnenaufgang – Lied von zwei Menschen (Sunrise: A Song of Two Humans)
- 1928: Engel der Straße* (Street Angel)
- 1929: Vier Teufel (Four Devils)
- 1929: Das siebte Gebot* (Lucky Star)
- 1929: Christina
- 1929: Happy Days*
- 1929: Sunny Side Up*
- 1930: High Society Blues*
- 1931: Ein Schritt vom Wege* (The Man Who Came Back)
- 1931: Merely Mary Ann*
- 1931: Delicious*
- 1932: The First Year*
- 1932: Tess of the Storm Country*
- 1933: Jahrmarktsrummel (State Fair)
- 1933: Adorable
- 1933: Paddy the Next Best Thing
- 1934: Change of Heart*
- 1934: Carolina
- 1934: Servants’ Entrance
- 1935: One More Spring
- 1935: The Farmer Takes a Wife
- 1936: Liebe - nicht genügend (Ladies in Love)
- 1936: Kleinstadtmädel (Small Town Girl)
- 1937: Ein Stern geht auf (A Star Is Born)
- 1938: Three Loves Has Nancy
- 1938: Gauner mit Herz (The Young in Heart)
- 1957: Bernardine
- 1981: Love Boat (The Love Boat, Fernsehserie, Folge 4x12)

## Auszeichnungen
- Oscarverleihung 1929: Oscar als beste Darstellerin für  Das Glück in der Mansarde, Street Angel und Sunrise - A Song of Two Humans
- Oscarverleihung 1938: Nominierung Oscar als beste Hauptdarstellerin für Ein Stern geht auf